# Fransén–Robinsons konstant
Fransén–Robinsons konstant, ibland betecknad med F, uppkallad efter Herman P. Robinson och Arne Fransén, är en matematisk konstant som representerar arean mellan grafen av den reciproka gammafunktionen, 1/Γ(x), och den positiva x axeln, det vill säga
{\displaystyle F=\int _{0}^{\infty }{\frac {1}{\Gamma (x)}}\,dx.}
Dess approximativa värde är F = 2.8077702420285... (talföljd A058655 i OEIS) och dess kedjebråksrepresentation är [2; 1, 4, 4, 1, 18, 5, 1, 3, 4, 1, 5, 3, 6, ...] (talföljd A046943 i OEIS). Integralen kan approximeras som
{\displaystyle F\approx \sum _{n=1}^{\infty }{\frac {1}{\Gamma (n)}}=\sum _{n=0}^{\infty }{\frac {1}{n!}}=e.}
Differensen ges av
{\displaystyle F-e=\int _{0}^{\infty }{\frac {e^{-x}}{\pi ^{2}+\ln ^{2}x}}\,dx={\frac {1}{\pi }}\int _{-\pi /2}^{\pi /2}e^{\pi \tan \theta }e^{-e^{\pi \tan \theta }}\,d\theta .}
Fransén–Robinsons konstant kan uttryckas med hjälp av Mittag-Leffler-funktionen som
{\displaystyle F=\lim _{\alpha \to 0}\alpha E_{\alpha ,0}(1).}
Man vet inte om det är möjligt att uttrycka konstanten i sluten form med hjälp av andra matematiska konstanter.